# NGC 6429
NGC 6429 (другие обозначения — UGC 10960, MCG 4-42-4, ZWG 141.7, IRAS17420+2522, PGC 60770) — спиральная галактика с перемычкой (SBa) в созвездии Геркулес.
Этот объект входит в число перечисленных в оригинальной редакции «Нового общего каталога».